# California State Route 266
Die California State Route 266 (kurz CA 266) ist eine State Route im US-Bundesstaat Kalifornien, die in Nord-Süd-Richtung verläuft.
Die State Route beginnt an der Nevada State Route 266 an der Grenze zu Nevada und endet südlich von Dyer an der Nevada State Route 264. Nach 4,3 Meilen zweigt zudem die California State Route 168 bei Oasis ab, die bis zum US 395 verläuft.